# Pásiga
Pásiga è un comune (corregimiento) della Repubblica di Panama situato nel distretto di Chimán, provincia di Panama. Si estende su una superficie di 201,4 km² e conta una popolazione di 439 abitanti (censimento 2010).